# Кастаньяро
Кастаньяро (итал. Castagnaro) — коммуна в Италии, располагается в провинции Верона области Венеция.
Население составляет 4153 человека, плотность населения составляет 122 чел./км². Занимает площадь 34,74 км². Почтовый индекс — 37043. Телефонный код — 0442.
Покровителем коммуны почитается святитель Николай Мирликийский. Праздник ежегодно празднуется 6 декабря.

## Города-побратимы
- Фишбахау, Германия